# Flach (U-Boot)
Die Flach war ein chilenisches U-Boot, das vom gleichnamigen deutschen Einwanderer und Konstrukteur Karl Flach entworfen wurde. Er wurde vom chilenischen Präsidenten José Joaquín Pérez während des Spanisch-Südamerikanischen Krieges dazu beauftragt, ein U-Boot zu bauen, um die Kriegsflotte im Hafen von Valparaíso zu schützen. Nachdem der Prototyp Invisible von Gustav Heyermann beim Erstversuch auf den Grund sank, wurde Karl Flach mit dem Auftrag betraut.

## Beschreibung

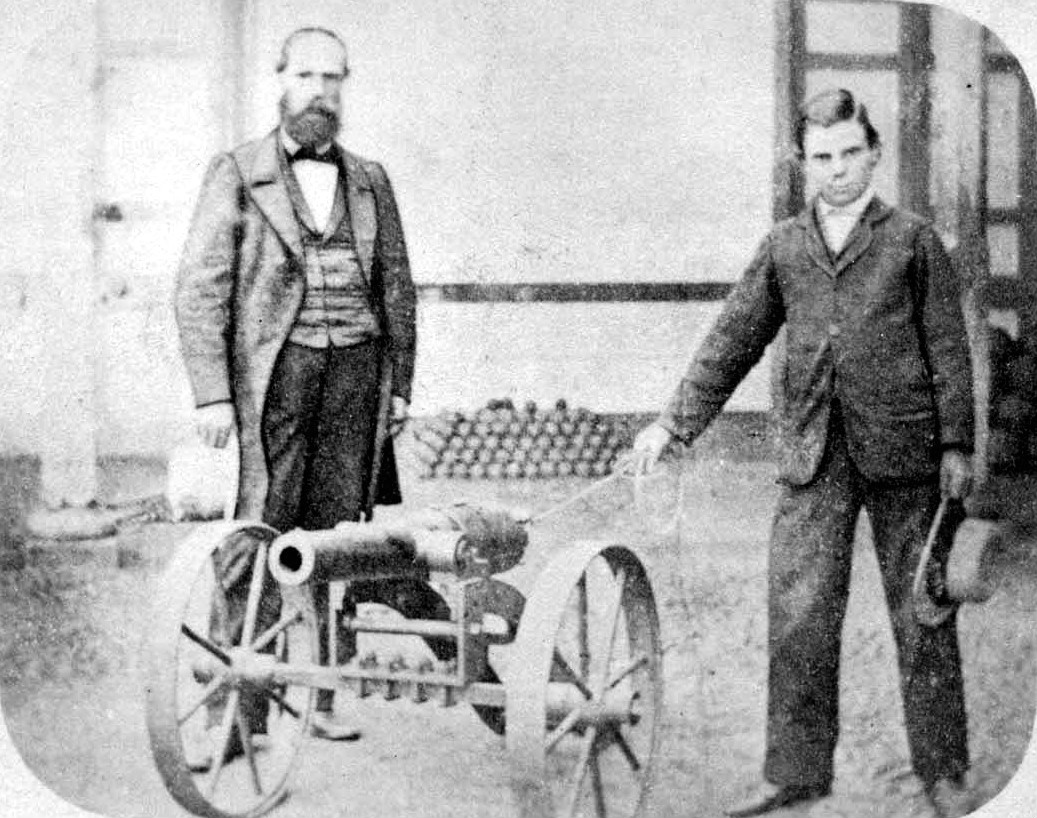
Karl Flach mit seinem Sohn Enrique

Er entwarf ein U-Boot, das komplett aus Stahl bestand und einer elfköpfigen Besatzung Platz bot. Es war 12,5 Meter lang, hatte 2,5 Meter Durchmesser und erreichte eine Geschwindigkeit von drei Knoten. Dieses U-Boot war weltweit erst das fünfte, das eine erfolgreiche Tauchfahrt unternommen hatte. Das U-Boot wurde durch Muskelkraft mit Handkurbeln angetrieben und besaß zwei Kanonen. Die größere Kanone war am Bug und eine kleinere im Turm installiert. Optisch erinnerte es an eine aufgeblasene Wärmflasche.
Die ersten Versuche in der Bucht von Valparaíso waren erfolgreich. Am 3. Mai 1866 fuhr das U-Boot unangekündigt zu einem weiteren Tauchgang. Durch eine ungeklärte Ursache sank das Boot aber auf den etwa 50 Meter tiefen Grund. An Bord waren der Konstrukteur Karl Flach, sein 14 Jahre alter Sohn Enrique und eine neunköpfige Besatzung (zwei Chilenen, zwei Franzosen und fünf weitere Deutsche), die sich nicht retten konnten. Zwei Tage später wurde das schwere U-Boot von der englischen Fregatte Leander im tiefen Schlamm lokalisiert, der eine Bergung unmöglich machte.

## Bergungsversuch
Der chilenische Filmemacher Juan Enrique Benítez wurde auf das zweite in Lateinamerika gebaute U-Boot aufmerksam und startete darauf ein Projekt zur Bergung des U-Bootes. Unterstützt wird er dabei von der chilenischen Marine mit Marinetauchern sowie Akademikern aus Santiago de Chile von der Universidad Internacional SEK. Mit Hilfe eines Seitensichtsonar grenzten sie bisher ein 2,5 km² großes Gebiet ein.
Am 26. April 2007 haben Taucher vor dem Hafen der chilenischen Stadt Valparaíso das U-Boot angeblich wiederentdeckt. Mit Sicherheit kann dies jedoch erst nach der Befreiung des Wracks aus dem Schlamm in 41 m Tiefe bestätigt werden.